# Cees Haast
Cees Haast (Rijsbergen, 19 november 1938 – Breda, 18 januari 2019) was een Nederlands wielrenner. Hij was beroepsrenner van 1963 tot en met 1969.

## Biografie
In zijn beginjaren als wielrenner was Haast mede door zijn aanvalslust een publiekslieveling geworden. In de Ronde van Zwitserland van 1964 werd duidelijk dat hij ook over klimmerscapaciteiten beschikte. Het was zijn eerste kennismaking met het hooggebergte en hij werd meteen twaalfde in het algemene klassement. In de Ronde van Frankrijk het jaar daarop was Cees Haast goed op dreef en had in een bergetappe op de Col de Vars toprenners Felice Gimondi en Raymond Poulidor uit het wiel gereden. Hij werd daarmee de eerste Nederlander die als eerste de top van een hoge col bereikte. Het noodlot sloeg echter toe kort na de start van de 17e etappe. Na een valpartij trachtte een bloedende Cees nog wel aan te klampen en verder te rijden. Maar toen het volgens Tourdokter Dumas om een slagaderlijke bloeding in het dijbeen ging, en deze niet gestelpt kon worden, werd hij teleurgesteld en wenend uit koers gezet. Hij stond op dat moment zesde in het algemene klassement.
In de Ronde van Frankrijk van 1967 zat hij op de Mont Ventoux in de groep met Tom Simpson en zag die zwijmelend naar de kant fietsen, om daar later te overlijden. Die Tour werd hij 14e en dat was zijn beste eindresultaat in de Ronde van Frankrijk. Cees won in 1966 2 etappes in de Ronde van Spanje en werd 8e in het eindklassement, het jaar daarop behaalde hij met een 5e plek zijn beste resultaat in deze ronde.
Cees Haast overleed in 2019 op 80-jarige leeftijd.

## Belangrijkste overwinningen
1966
- 7e etappe Ronde van Spanje
- 13e etappe Ronde van Spanje

1968
- 3e etappe Ronde van Luxemburg

## Belangrijkste ereplaatsen
1964
- 2e in het Kampioenschap van Nederland op de weg

1965
- 4e in Rund um den Henninger-Turm
- 5e in de GP Jef Scherens
- 7e in het Kampioenschap van Nederland op de weg
- 10e in Parijs-Nice

1966
- 2e in het Kampioenschap van Nederland op de weg
- 2e in de Ronde van Luxemburg
- 8e in de Ronde van Spanje
- 8e in de Dauphiné Libéré
- 10e in Rund um den Henninger-Turm

1967
- 5e in de Ronde van Spanje

1968
- 2e in de Ronde van Luxemburg
- 10e in Kuurne-Brussel-Kuurne

1969
- 9e in het Kampioenschap van Nederland op de weg

## Resultaten in voornaamste wedstrijden
| Jaar | Ronde van Italië | Ronde van Frankrijk | Ronde van Spanje |
| ---- | ---------------- | ------------------- | ---------------- |
| 1964 |                  | 39e                 |                  |
| 1965 |                  | opgave              |                  |
| 1966 |                  | 36e                 | 8e (2)           |
| 1967 |                  | 14e                 | 5e               |
| 1968 | 17e              |                     | 20e              |
| 1969 |                  | 63e                 | 32e              |

| Jaar | Gent-Wevelgem | Ronde van Vlaanderen | Parijs-Roubaix | Amstel Gold Race | Parijs-Brussel | Parijs-Tours | Rund um den Henninger-Turm |  | WK op de weg |
| ---- | ------------- | -------------------- | -------------- | ---------------- | -------------- | ------------ | -------------------------- |  | ------------ |
| 1964 |               |                      | 22e            |                  |                |              |                            |  | 35e          |
| 1965 | 27e           |                      | 20e            |                  | 17e            | 22e          | 4e                         |  |              |
| 1966 | 52e           |                      |                |                  | 43e            | 59e          | 10e                        |  | 21e          |
| 1967 | 48e           | 76e                  |                |                  |                | 74e          |                            |  |              |
| 1968 |               |                      |                | 14e              |                | 116e         |                            |  |              |
| 1969 |               |                      |                |                  |                |              |                            |  |              |

Wielerploegen van Cees Haast
Adler ·
Aimar · 
Anquetil ·
Berland ·
Bolley ·
Campagnaro ·
Denson ·
Genty ·
Ghisellini ·
Graczyk ·
Grain ·
Grosskost ·
Guillaume ·
Guiot ·
Haast ·
den Hartog ·
Head ·
Jiménez ·
Lemeteyer ·
Locatelli ·
Milesi ·
Novak ·
Pinault ·
Plent · 

Rousseau ·
Sels ·
Theillière ·
Van Neste ·
Wolfshohl · 
Wright
- Virtual International Authority File: 5471153596645451900008